# Przecław Szprotawski
Przecław Szprotawski – przystanek kolejowy w Przecławiu, w woj. lubuskim, w Polsce.